# Riether Werder
Riether Werder (pol. hist. Ostrów) – jedyna niemiecka wyspa na Jeziorze Nowowarpieńskim (zatoka Zalewu Szczecińskiego), w powiecie Vorpommern-Greifswald landu Meklemburgia-Pomorze Przednie.

## Charakterystyka
Powierzchnia 0,83 km², oddalona ok. 1 km od miejscowości Rieth na południowym brzegu jeziora, dokładnie przy granicy z Polską. Na wyspie znajdują się ruiny gospodarstwa oraz wiatrak. 
Wyspa stanowi rezerwat ptaków wodno-błotnych (niem. Naturschutzgebiet Altwarper Binnendünen, Neuwarper See und Riether Werder). Dostęp do wyspy jest zabroniony. Gnieździ się tutaj wiele rzadkich gatunków ptaków, m.in. bielik zwyczajny.
Pierwsze wzmianki o wyspie, której nazwę zapisano wówczas w formie Wozstro, pochodzą z roku 1252, kiedy to książę Barnim I nadał ją w posiadanie klasztoru Eldena.